# Sacarina
La sacarina, codi alimentari de la UE: E954 és un edulcorant artificial. La paraula sacarina, com la de sacarosa, deriva del grec σάκχαρον que a la vegada deriva del terme sànscrit per al sucre, sharkara. És un edulcorant artificial. La matèria activa, sulfamida de benzè, no té energia (calories) i és molt més dolça que la sacarosa, però té un regust amarg desagradable, especiament en concentracions altes. Es fa servir en productes com begudes gasoses, caramels, medicines, i pasta de dents.

## Propietats
La sacarina és inestable quan s'escalfa però no fa reaccions químiques amb altres ingredients alimentaris. Es conserva bé. Per a compensar el seu mal regust es fan mescles amb altres edulcorants, per exemple amb ciclamat de sodi en la proporció 10:1 (10 de ciclamat (E952), 1 de sacarina (E954). Sovint es fa servir la sacarina junt amb aspartam en begudes ”diet”. La sacarina passa a través del cos sense digerir-se. Encara que no aporti energia pot provocar l'alliberament d'insulina en humans i rates de laboratori,
 això també ho fan altres edulcorant com l'aspartam.
En la seva forma àcida, la sacarina no és soluble en aigua. Com edulcorant artificial es presenta en forma de sal de sodi. La sal de calci es fa servir de vegades, especialment per a dietes baixes en sodi. Aquestes dues sals són molt solubles en aigua: 0.67 grams per mil·lilitre d'aigua.

## Història
La sacarina es va produir per primera vegada l'any 1878. Ho va fer Constantin Fahlberg mentre treballava al laboratori d'Ira Remsen a la Universitat Johns Hopkins. Des d’un inici va ser un producte controvertit. En veure l'enorme potencial econòmic que tenia, Ira Remsen va reclamar l’autoria i es va iniciar així una llarga disputa de prioritat. D’altra banda, ja a finals de la dècada de 1880, poc després d’introduir-se al mercat, fou objecte de nombrosos estudis i de normatives que restringiren i fins i tot prohibiren el seu ús en alimentació. A l'estat espanyol, després de l’aprovació de diverses normatives restringint el seu ús, el 24 de desembre de 1903 s’aprovava una llei que prohibia la importació, producció, distribució, possessió i comercialització tant d’aliments que contenien sacarina com de la mateixa sacarina. Només els farmacèutics podrien tenir accés a la sacarina com a medicament i en quantitats molt limitades. La Sociedad General Azucarera de España tingué un protagonisme destacat en la persecució de la sacarina i a partir de 1909 va designar inspectors especials associats als serveis de repressió de fraus per tal de fer efectiva la llei de 1903.
Poc abans de la Primera Guerra Mundial va arribar una convenció internacional per tractar específicament la regulació internacional de la sacarina, un tipus de convenció que només tenia com a precedent aquella que havia motivat la regulació internacional de l’opi. Tanmateix, els contextos bèl·lics de les primeres dècades de segle van generar problemes de subministrament de molts productes, inclòs el sucre, i poc a poc les normatives es feren menys restrictives. El consum de la sacarina va incrementar-se de manera notable a partir de la dècada de 1960 pel fet de ser un edulcorant que no aporta calories. I quan en la dècada de 1970 alguns estudis de la FDA apuntaren cap al possible caràcter cancerigen del producte, les consumidores dels EUA organitzaren una campanya contra la possible prohibició de gran magnitud. Les regulacions d’aquest producte han estat molt dispars a diferents estats.

## Química
La fórmula de la sacarina és: C₇H₅NO₃S i es pot produir per diverses vies. La via original comença amb el toluè. Però se n'han desenvolupat altres que tenen més rendiment.

## Salut
No s'ha demostrat que provoqui càncer.